# HH 34
HH 34는 오리온자리에 위치한 허빅-아로 천체이다. 오리온자리 안에서만 17개의 허빅-아로 천체가 있다. 오리온 성운 안에 위치한다.

## 같이 보기
- 항성진화
- 하야시 경로
- 전주계열성